# عیسی (فیلم ۱۹۹۹)
عیسی (انگلیسی: Jesus) فیلمی به کارگردانی راجر یانگ است که در سال ۲۰۰۰ منتشر شد. از بازیگران آن می‌توان به جرمی سیستو، دبرا مسینگ، ژاکلین بیسه، آرمین مولر-اشتال، و گری الدمن اشاره کرد.